# 1987 în literatură
- 1986 în literatură — 1987 în literatură — 1988 în literatură

Anul 1987 în literatură a implicat o serie de evenimente și cărți noi semnificative.

## Evenimente
- Constantin Noica publică Cuvânt împreună despre rostirea românească
- Tom Wolfe a primit 5 milioane de dolari americani pentru drepturile de ecranizare ale romanului său, The Bonfire of the Vanities, cea mai mare sumă încasată de un autor. Filmul omonim (ro. Rugul vanităților) a apărut în 1990.

## Cărți noi

### Ficțiune
- Chinua Achebe - Anthills of the Savannah
- Peter Ackroyd - Chatterton
- Douglas Adams - Dirk Gently's Holistic Detective Agency
- Martin Amis - Einstein's Monsters
- Gilles Archambault - L'Obsédante obèse et autres agressions
- Paul Auster - The New York Trilogy și In the Country of Last Things
- Iain Banks - Consider Phlebas (ca Iain M. Banks) și Espedair Street
- Clive Barker - Weaveworld
- Greg Bear - The Forge of God
- Thomas Berger - Being Invisible
- William Boyd - The New Confessions
- Truddi Chase - When Rabbit Howls
- Tom Clancy - Patriot Games
- Hugh Cook - The Wordsmiths and the Warguild și The Women and the Warlords
- Bernard Cornwell - Redcoat și Sharpe's Rifles
- Robert Crais - The Monkey's Raincoat
- L. Sprague de Camp și Catherine Crook de Camp - The Incorporated Knight
- Jenny Diski - Rainforest
- Jim Dodge - Not Fade Away
- Roddy Doyle - The Commitments
- Bret Easton Ellis - The Rules of Attraction
- James Ellroy - Black Dahlia
- John Gardner - No Deals, Mr. Bond
- Kaye Gibbons - Ellen Foster
- Ken Grimwood - Replay
- Tom Holt - Expecting Someone Taller
- Josephine Humphreys - Rich in Love
- John Jakes - Heaven and Hell
- Garrison Keillor - Leaving Home
- Stephen King - Misery, The Tommyknockers și The Eyes of the Dragon
- Penelope Lively - Moon Tiger
- Ian McEwan - The Child in Time
- Betty Mahmoody - Not Without My Daughter
- James A. Michener - Legacy (roman din 1987)
- Toni Morrison - Beloved
- Haruki Murakami - Norwegian Wood
- V. S. Naipaul - The Enigma of Arrival
- Michael Ondaatje - In the Skin of A Lion
- Robert B. Parker - Pale Kings and Princes
- Rosamunde Pilcher - The Shell Seekers
- Peter Pohl - Vi kallar honom Anna
- Terry Pratchett - Equal Rites și Mort
- Paul Quarrington - King Leary
- Edward Rutherfurd - Sarum
- José Saramago - Baltasar and Blimunda
- Leonardo Sciascia - Porte aperte
- Michael Shea - Polyphemus
- Sidney Sheldon - Windmills of the Gods
- Lucius Shepard - The Jaguar Hunter
- Carol Shields - Swann: A Mystery
- Michael Slade - Ghoul
- Danielle Steel - Fine Things și Kaleidoscope
- Ruth Thomas - The Runaways
- Scott Turow - Presumed Innocent
- Andrew Vachss - Strega
- Barbara Vine - A Fatal Inversion
- Kurt Vonnegut - Bluebeard
- Gene Wolfe - The Urth of the New Sun
- Tom Wolfe - The Bonfire of the Vanities
- Roger Zelazny - Sign of Chaos
- Gary Paulsen - Hatchet
- Jesse Lee Kercheval - The Dogeater

### Non-ficțiune

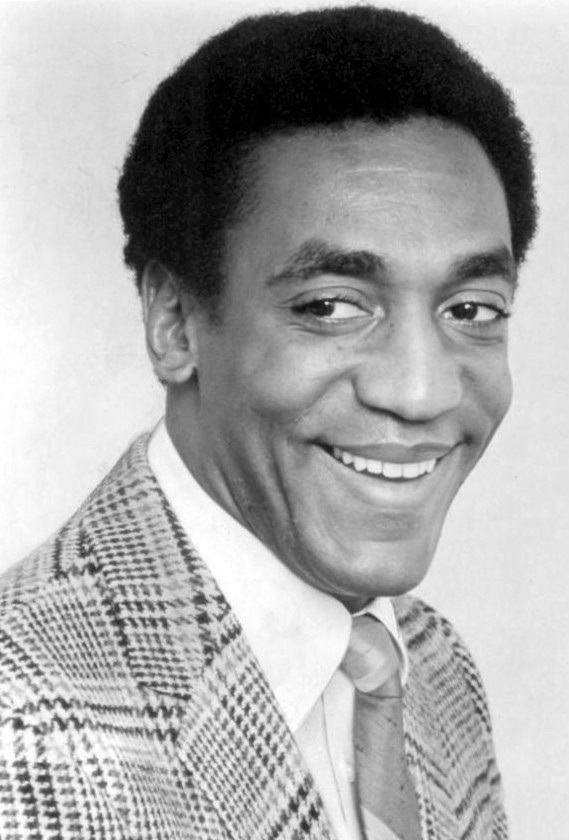
Bill Cosby în 1969

- Allan Bloom - The Closing of the American Mind
- Bruce Chatwin - The Songlines
- Bill Cosby - Time Flies
- Andrea Dworkin - Intercourse
- Paul Kennedy - The Rise and Fall of the Great Powers: Economic Change and Military Conflict From 1500 to 2000
- Nien Cheng - Life and Death in Shanghai
- Salman Rushdie - The Jaguar Smile: A Nicaraguan Journey
- Peter Wright - Spycatcher

## Decese
- 2 februarie - Alistair MacLean, scriitor britanic de thrillere (n. 1922)
- 13 mai - Richard Ellmann, critic literar american (n. 1918)
- 4 decembrie - Constantin Noica, eseist și filozof român (n. 1909)
- 5 decembrie - Leonid Dimov, poet român (n. 1926)
- 18 decembrie - Mircea Scarlat, critic literar român (n. 1951)

## Premii
- Medalia Premiului NobelPremiul Nobel pentru Literatură — Iosif Brodski
- Norvegia - Premiul pentru literatură al Colecției Lingvistice — Ingvar Ambjørnsen